# Stammbach
Stammbach település Németországban, azon belül Bajorországban. Lakosainak száma 2346 fő (2023. december 31.).

## Népesség
A település népessége az elmúlt években az alábbi módon változott:
| Lakosok száma | 1339 | 2751 | 2886 | 2755 | 2383 | 2338 | 2342 | 2354 | 2334 | 2346 |
|               | 1875 | 1950 | 1975 | 1987 | 2012 | 2014 | 2016 | 2017 | 2021 | 2023 |